# 静岡県道45号天竜浜松線
静岡県道45号天竜浜松線（しずおかけんどう45ごう てんりゅうはままつせん）は、静岡県浜松市天竜区から浜松市中央区に至る県道（主要地方道）である。通称は笠井街道（かさいかいどう）。

## 概要
過去に商業地区として栄えた笠井地区など、昔ながらの町を縦断する形で浜松市街地と天竜方面を結ぶ路線であり、当該地方の主要な生活道路である。しかし昔から利用されてきた街道の名残であるため全線にわたり幅員が狭めで、所々で渋滞が発生する。浜名区中瀬の区間と中央区宮竹交差点の区間のみ近年拡幅されたが、沿線には民家や店舗が軒を連ねる区間が多く、拡幅は容易ではない。
東区内の本路線は渋滞が多発する。交通量は多いがほぼ全線に渡り幅員の狭い片側1車線の2車線道路で、信号付きの交差点であっても右折レーンが存在せず、遠鉄バスの路線であるがバス停用レーンが確保されていないなどの理由による。また路側帯（歩道）も非常に狭い。沿線に静岡県立浜松東高等学校があるため、時間帯により自転車通学の生徒が群れを成し通行するので、非常に危険な道路である。

### 路線データ
- 陸上距離：16.0 km
- 起点：静岡県浜松市天竜区二俣町鹿島（鹿島橋交差点、国道152号・静岡県道9号天竜東栄線交点）
- 終点：静岡県浜松市中央区宮竹町（宮竹交差点、国道152号交点）

## 歴史
- 1960年（昭和35年）4月1日 - 認定。
- 1993年（平成5年）5月11日 - 建設省から、県道天竜浜松線が天竜浜松線として主要地方道に指定される[1]。
- 2000年代中盤 - 後半 - 宮竹交差点付近が拡張される。なお、他の区間の拡張は依然として行われないままである。
- 2011年（平成23年） - 国道152号浜北バイパス（天竜方面）と接続、浜北市中瀬区間の拡張完了。なおこれにより若干路線形状が変更されている。
- 2012年（平成24年）4月 - 新東名高速道路浜松浜北IC開通に合わせ国道152号浜北バイパス浜松方面との接続工事が完了。国道バイパスとの重複部分の両端とも案内標識が立てられていないため注意が必要である。
- 2018年（平成30年）3月27日 - 静岡県道65号浜松環状線交点から都市計画寺島内野線までの950 m区間（寺島工区）が開通。

## 路線状況

### 別名
- 笠井街道（浜松市）

### 重複区間
- 国道152号・国道362号（浜松市天竜区二俣町鹿島・鹿島橋交差点 - 浜松市天竜区二俣町鹿島・鹿島坂下交差点）
- 国道152号（浜松市浜名区中瀬・中瀬小学校北交差点 - 浜松市浜名区中瀬・中瀬四塔交差点）

## 地理

### 通過する自治体
- 浜松市（天竜区 - 浜名区 - 中央区）

### 交差する道路
- 国道152号（国道362号 重複）・静岡県道9号天竜東栄線（浜松市天竜区二俣町鹿島・鹿島橋交差点、起点）
- 国道152号（国道362号 重複）（浜松市天竜区二俣町鹿島・鹿島坂下交差点）
- 静岡県道344号二俣浜松線（浜松市天竜区二俣町鹿島・鹿島坂下南交差点）
- 国道152号（浜松市浜名区中瀬・中瀬小学校北交差点）
- 国道152号（浜松市浜名区中瀬・中瀬四塔交差点）
- 静岡県道61号浜北袋井線（浜松市浜名区中瀬・南中瀬交差点）
- 静岡県道363号高薗貴布祢線（浜松市浜名区東美薗・東美薗南交差点）
- 静岡県道311号小松笠井線（浜松市中央区笠井町・笠井上交差点）
- 静岡県道65号浜松環状線（浜松市中央区笠井町・笠井町交差点）
- 静岡県道374号浜松袋井線（浜松市中央区恒武町・笠井交番南交差点）
- 静岡県道313号笠井飯田線（浜松市中央区恒武町・恒武町交差点）
- 静岡県道65号浜松環状線（浜松市中央区貴平町・貴平町交差点）
- 静岡県道261号磐田細江線（浜松市中央区市野町・市野町交差点）
- 静岡県道296号熊小松天竜川停車場線（浜松市中央区天王町・与進小前交差点）
- 国道152号（浜松市中央区宮竹町・宮竹交差点）